# 加迪納嶺
75°39′S 132°26′W / 75.650°S 132.433°W
加迪納嶺（英語：Gardiner Ridge）是南極洲的山嶺，位於瑪麗伯德地，屬於阿梅斯山脈的一部分，從考夫曼山延伸至科修斯科山，美國地質調查局根據測量和該國海軍的空中照片繪入地圖，現時由南極條約體系管理。